# 桜の猫姫
『桜の猫姫』（さくらのねこひめ）は、秋タカシ原作、鯱猫（しゃちねこ）作画の漫画作品。ジャイブの雑誌「コミックRUSH」（月刊）で2004年12月号から2007年7月号まで連載された。全30話。

## 作品概要
父子家庭の鍵城家では、長男・つなぐの従妹、さくらを預かることになった。そして、出迎えのつなぐを駅前で待っていたさくらは、猫耳と猫しっぽが付いたかわいい少女だった!?
元気娘のさくら、妹のももを始めとする猫姫たちに、幼なじみの少女たちも入り乱れてのドタバタを描く。

## 主な登場人物
鍵城 つなぐ（かぎしろ つなぐ）
主人公の少年。16歳。眼鏡をかけている。
猫神族と人間のハーフだが、さくらが来宅するまで気づいていなかった。猫に好かれたり、猫の言葉がわかったりする。
さくらやもも、さくや、珠希などによく抱きつかれる。しかし、色恋沙汰には疎い。
猫娘たちにはもちろん、鈴莉や珠希にも毎度のように過激な「逆セクハラ」をされている。
通学以外での外出時は、たいてい白い猫がくっついている（母親の楓が亡くなった時から、ずっとそばにいる猫である）。
さくら
つなぐの従妹。猫神族の“南の宮家”の姫。敦によると12歳とのことだったが、実は10歳らしい。精神年齢は、実年齢よりやや幼い。元が黒猫のため、黒いストレートのロングヘアー。猫耳と猫しっぽがあるが、それらも黒。瞳も黒。
とても無邪気。つなぐのことが大好きで「兄様（にいさま）」と呼ぶ。
鍵城家に来た当初は、つなぐと一緒に入浴していたが、ももが来てからは別々になった（理由は浴室が狭く3人では入れないため）。ただし、寝る時はつなぐ・ももと一緒の布団で寝ている。
耳としっぽは「秘密の弱点」らしい。
頑張れば、数秒間であれば猫耳を隠すことができる。
「着の身着のまま主義」で、着替えを持たずに鍵城家へやって来た。
口癖は「～ですの」。
本来、妹のももと一緒に来るはずだったが「1人で十分」と言って猫神の里を出た。しかし本音は、つなぐを独り占めして甘えるためだったらしい。
同い年の面々（さくら・かがり・さくや・しずく）の中では最も胸が薄いのが悩み。
七聖宝具の一つ「花の指環」を継承している。
花の指環の力で、大人の身体を持つ「花の猫姫（フラワープリンセス）・桜」に変身し、魔法の力を使うことができる。変身時は、髪は濃いピンク色に変わり、瞳は金色を帯びて、口調も大人のものに変わる。変身時の名前は「南野 桜（みなみの さくら）」。
料理は壊滅的に下手。その料理を口にした者は、口から魂が抜けかけてしまうほど。ただし花の猫姫に変身すれば、魔法の力で料理の腕も一流になる。
七聖宝具の一つ「月の指環」を探す使命を担っているが、あまり熱心に探してはいない（見つけたら猫神の里に戻らなければならない=つなぐと別れることになるため）。
さくやがつなぐと一緒に入浴する時は、ももと一緒に脱衣場で聞き耳を立てていて、さくやがつなぐを誘惑しそうになると妨害するため浴室へ突入する。
もも
さくらの実妹。8歳。さくらをそのまま幼くしたような外見だが、髪はショートヘアー。
両親には黙って、さくらを追って鍵城家へやって来た。
途中、夜行列車内ではプロレスラーの団体（しなのプロレス一行）に囲まれた席で落ち着かず、桜見台駅前では帽子を飛ばしたところを、石鍋編集長に助けられた。
大変な恥ずかしがり屋だが、つなぐにはすぐになついた。つなぐのことは、さくらと同じく「にいさま」と呼ぶ。
姉と同様の「着の身着のまま主義」。
口癖は「～なの」。
七聖宝具の一つ「風の指環」を継承している。当初は猫姫への変身はできなかったが、日々さくらとともに練習を重ね、終盤間近の第25話で「風の猫姫（ウインドプリンセス）・桃」に変身。風の猫姫の姿は、淡緑色のショートヘアー。頭の前方左右に1束ずつのアホ毛が出る。衣装も淡緑色ベース。口調も大人のものとなり、つなぐを呼ぶ時も「つなぐさん」となる。
必要な時は、猫姫のさくらと同じ南野姓を名乗る。
夜行列車の中で、覆面プロレスラーの「ダイナマイトしなの」と仲よくなったらしい。現在、しなのと文通をしている。
かがり
猫神族の少女。猫神の里では宮家の姫ではなく、平民である。10歳。
猫神の里からこっそり人里にやって来て、諸々の事情で鍵城家に居候することになった。
クセの強い、金朱色のショートヘアー。瞳は金色を帯びた淡緑色で、ツリ目。
猫の時の姿は、虎縞猫。そのためか、靴下やぱんつは縞模様のものを着用する。
ボーイッシュな性格で、一人称は「ボク」。つなぐを呼ぶ時は、呼び捨て。
七聖宝具の一つ「炎の指環」を継承している。
炎の指環の力で、大人の身体を持つ「炎の猫姫（フレイムプリンセス）・火華理（かがり）」に変身し、魔法の力を使うことができる。変身時の名前は「赤井 火華理（あかい かがり）」。
さくらよりも能力が高く、耳やしっぽは自由に隠せる。
あまり物事に執着しない性格で、つなぐ争奪戦からは一歩引いている。おもしろいことは好きなので、つなぐ争奪戦は後ろから見ておもしろがっているところがある（時には、争奪戦に参加することもある）。
さくや
猫神族の少女で、“北の宮家”の姫。10歳。
両親に見合いをするように言われ、多数の写真を見たものの気に入った相手がおらず、怒った母親に「人里にでも行って勝手に見つけて来い」と言われ、その通りにやって来た。
黄金色のロングヘアー。猫耳の後ろで、ボンボンつきのリボンで細いツインテールにしている。瞳は青で、ややツリ目。
ふだんはとても寡黙。セリフには、たいてい前後に「…」がつく。基本的に何も考えていないらしい。言いたいことは、言葉よりも行動・態度で表現することが多い。
つなぐを一目で気に入ってしまった。つなぐに、特定の「お嫁さんにしたい人」がいないと聞き、いきなり「自分のお婿さんにする」と宣言。現在、特にさくら・ももとはつなぐを巡るライバル関係にある。
つなぐと一緒に入浴している。つなぐを呼ぶ時は、呼び捨て。
七聖宝具の一つ「闇の指環」を継承している。
闇の指環の力で、大人の身体を持つ「闇の猫姫（ダークプリンセス）・咲夜（さくや）」に変身し、魔法の力を使うことができる。変身時の名前は「北宮 咲夜（きたみや さくや）」。
闇の猫姫に変身すると、口数が増える。「闇」だけに、他の猫姫よりもかなり妖艶な雰囲気を漂わせる。
猫姫としての魔力は、かがりよりも上。空間を自由に異次元につなげる能力を持ち、争いを始めたかがりとしずくを異次元に投げ込んだりした。
しずく
猫神族の少女で、“西の宮家”の姫。10歳。
かがりが大好きで、猫神の里からかがりがいなくなって寂しさがつのり、ついにかがりを追って人里へ来てしまった。
濃い紫のロングヘアー。瞳は明るい紫色。
ややおっとりしたところがあり、口癖も育ちのよいお嬢様っぽい。猫娘たちの中では最も和風のイメージで、衣装も和装（矢羽根模様の衣に紫の袴など）が多い。
さくやが苦手（寡黙な上に、怒ると怖いので）。
七聖宝具の一つ「氷の指環」を継承している。
氷の指環の力で、大人の身体を持つ「氷の猫姫（アイスプリンセス）・雫」に変身し、魔法の力を使うことができる。変身時の名前は「西田 雫（にしだ しずく）」。氷の猫姫の姿は、ライトブルーのロングヘアーで、赤紫色で左側に鈴が2つついた細いカチューシャを着ける。
かがりが猫神の里へ戻る気がないので、やはり鍵城家に居候中。つなぐには関心がほとんどないようで、つなぐ争奪戦には参加していない。
つなぐのことは「つなぐ様」と呼ぶ。
他の猫姫たち（特に、つなぐと親戚ではないかがりとさくや）が、つなぐと一緒に入浴するのは好ましくないと思っている。
きらら
猫神族の少女。
明るい紫の、大きくウェーブのかかったボリュームのあるロングヘアー。青緑色のリボンをつけている。瞳は碧色で、大きな眼鏡をかけている。
七聖宝具の一つ「星の指環」を継承している。
星の指環の力で、大人の身体を持つ「星の猫姫（スタープリンセス）・キララ」に変身し、魔法の力を使うことができる。星の猫姫の姿は、金色のロングヘアーで、青いリボンでツインテールになり、しかも各テールが3束ずつの縦ロールになる。
ももと同じく、桜見台への夜行列車内でしなのプロレス一行と乗り合わせた。
光矢 珠希（みつや たまき）
つなぐ、鈴莉の幼なじみの少女。16歳。神社の巫女。
薄いえんじ色のストレートのロングヘアーに、赤紫色を帯びた瞳。髪は左右で小さな一束ずつを細いリボンで蝶結びにしている。胸が小さいのが悩み。
巫女らしからぬ明るく元気な性格で、またかなり天然。負けず嫌いなところもある。つなぐに近づく「胸の大きな女性」は、とりあえず敵と認識し、対抗意識を燃え上がらせる。
鈴莉の胸が豊胸体操で大きくなったと聞き、それ以後は入浴時などにこっそり豊胸体操をしているらしい。とりあえずの目標はCカップ。
つなぐを「つなくん」と呼ぶ。本人は彼女のつもりらしい。さくらがつなぐと一緒に入浴し、一緒の布団で寝ていると聞いた時「私もつなくんと一緒にお風呂入って一緒に寝る！」と叫んだ。
つなぐ、鈴莉には「タマ」と呼ばれている。
両親は不明。5歳の頃に神社に引き取られ、巫女として育てられた。
やや天然なところがあり、慌てると巫女服のまま街中に出てしまうことが多い。
終盤の第29話で「月の指環」の持ち主であり、幼いつなぐの心を支えた白い猫がその正体ということが明かされた。長らく月の指環とともにあったので、人間並みの寿命を得ている。
守河 鈴莉（もりかわ すずり）
つなぐ、珠希の幼なじみの少女。16歳。喫茶店「メリーベル」の店員（メイドスタイル）。
青紫のショートヘアーに、深い青紫の瞳。巨乳である（Fカップ）。
喫茶店でキッチンも担当するだけに、料理の腕はプロ級。
さっぱりした性格・言動だが、やはりつなぐの彼女のつもりらしい。つなぐについては「私は心が広いから、多少の浮気は気にしないわよ」と明言している。
つなぐの前で“生着替え”したり、つなぐと一緒に入浴することに、まったく抵抗がない。
母親がブティックを経営しているので、服をたくさん持っている。小さい頃の服を、さくらやももに譲った。
古月 寛（ふるつき ひろし）
つなぐのクラスメイトの少年。愛称「カン」。ショートヘアーの爽やかな外見。
つなぐを「ツナ」と呼ぶ。
彼女がいる。
深山 梢（みやま こずえ）
もと、杏の侍女。巨乳の美女である。
とある事情で人里に移り住み、桜見台学園高校に教師として勤めている。
担当教科は理科で、つなぐたちの2年B組の担任でもある。
さくらが来てからは、さくらのお目付役もしている。
校医の冬夜が本業で不在の時は、校医を兼務する。
雛菊、蓮華の姉。
雛菊（ひなぎく）
梢の妹で、蓮華の姉。梢には及ばないが、かなりの巨乳。
おじさんが好み。敦と出会い、一目惚れしてしまった。
3人姉妹の中では、唯一「北の宮家」に侍女として仕えている。人間界に来てしまったさくやを連れ戻すために鍵城家へ来たが、さくやが帰るのを拒否したため（さらに、自分が敦に惚れてしまったので）、そのまま鍵城家の居候に。
侍女だけに礼儀正しいが、本来は軽い性格らしく、しばしばハメを外し、暴走することがある。
必要な時は、梢と同じ深山姓を名乗る。
守河 菫（もりかわ すみれ）
鈴莉の姉。喫茶店「メリーベル」の店員。
先がハネた、紫色のセミロングヘアー。瞳は薄い青紫。血筋なのか、鈴莉と同じく巨乳。
つなぐがいつも連れている白い猫とも仲よし。
つなぐを弟のように思っていて「つなちゃん」と呼ぶ。また、つなぐの前で裸になることにまったく抵抗がない。
妖精などを信じている。やや天然なお姉さん。メイド服のまま、街中に出てしまう。
鍵城 敦（かぎしろ あつし）
つなぐの実父。39歳。
少女小説家で、ペンネームは「紫苑玲夜（しおん れいや）」。エメラルド文庫刊の代表作「天界の貴公子」は12巻以上を数える人気シリーズとなっている。
作家の例にもれず、締切破りの常習犯。編集の石鍋に、いつもカンヅメにされている。
料理が上手い。
つなぐには「ダメ親父」と思われている。
石鍋 大作（いしなべ だいさく）
エメラルド文庫の編集長。口ひげを生やし、いつもダブルのスーツを着用。一輪の赤いバラを持ち、背景にバラを大量に背負う、たいへんダンディーな紳士。挨拶は、ほぼ必ずスペイン語と、なかなか情熱的でもある。
指を鳴らすだけで、優秀なエージェント風の腹心2名が即座に出現する。ただものではない。
駅前で帽子を飛ばして困っていたももに手をさしのべ、さらに騎士（ナイト）となって人力車で鍵城家まで送り届けた。かわいい少女に対しては、たいへん優しい。
仕事には厳しく、締切破りをする紫苑先生こと敦を問答無用でカンヅメにする。
敦、冬夜の大学時代の後輩。
笹木 冬夜（ささき とうや）
桜見台病院の医師。暇つぶしに、桜見台学園の校医を兼務する。
桜見台病院院長の息子。関係者からは「若先生」と呼ばれている。
敦とは大学の同期。楓や杏とも知り合いで、猫姫についても知っている。
みのり
桜見台病院の看護師。小柄な若い女性で、冬夜のアシスタント的な役割。
気まぐれな冬夜に苦労させられているが、決して嫌っているわけではない。
ややドジなところがある。
鍵城 楓（かぎしろ かえで）
つなぐの母。つなぐが8歳の時に亡くなっており、写真のみでの登場。猫神族である。
おでこが広い、ロングヘアーの美女だった。
七聖宝具の一つ「月の指環」を継承していた。
その魂は月の指環に宿り、珠希とともにつなぐの成長を見守っていた。
杏（あんず）
さくら、ももの実母。楓の妹。
しっかり者らしい。夫を差し置いて、世界猫神会議に出席するほど。
さくらやももに対しては、厳しくも優しい、よくできた母親。
お館さま（おやかたさま）
南の宮家の当主で、さくら、ももの実父。黒猫の姿のみ見せた。猫神温泉郷にいる。
台詞がフキダシではなく、太い描き文字で表記されている。
蓮華（れんげ）
梢、雛菊の妹。梢に代わり、南の宮家で杏の侍女を務めている。
ストレートのショートヘアー。おでこの右側で、ヘアピン2本で留めている。
やや少女の可愛らしさを残している。素直な性格。
姉2人とは違い、胸は薄め。
ボス
鍵城家で飼われている多数の猫の中の1匹。その名の通り、ボス猫である。
他の猫より一回り大きく、貫禄がある。右目の上下に、大きな傷跡がある。
たいてい、門柱の上か、居間のテーブルの上などに、前足を腹の下に入れたリラックスしたスタイルで座っている。
猫娘たちには「嬢ちゃん」と呼びかける。
ダイナマイトしなの
覆面プロレスラー。33歳。プロレスラーチーム「しなのプロレス」のリーダーらしい。
覆面の眉間部には「し」と書かれている。
ももが猫神の里から人里へ行く時に乗った夜行列車で、チームの面々ともども乗り合わせた。
車内で、ももと仲よくなったらしい。現在、ももと文通をしている。ロリコンかも知れない、との疑惑がある。
後に、きららとも夜行列車で乗り合わせたが、こちらは特に仲よくはならなかったらしい。

## 設定など
猫神族（ねこがみぞく）
猫に起源を持つ種族。猫又を経て、猫神となる。ふだんは、猫神の里に住んでいる。
生まれた時は猫そのものだが、成長に従い人間形をとることができる。子どものうちは、猫耳と猫しっぽが隠せないが、成長すると完全な人間形になることができる。もちろん、猫の姿も、猫耳の姿もとることができる。
猫神の里は、東西南北の名を冠する4つの宮家が治めている。さくら、ももは“南の宮家”（正確には「南皇院」）の姫である。
一族には「七聖宝具」が伝わっている。
七聖宝具（しちせいほうぐ）
猫神族に伝わる宝物。指環の形をしている。
花・風・炎・闇・氷・星・月の7つがある。
「花の指環」はさくらが、「風の指環」はももが、「炎の指環」はかがりが、「闇の指環」はさくやが、「氷の指環」はしずくが、「星の指環」はきららが、それぞれ継承し所持している。
七聖宝具の継承者は基本的に宮家の姫だが、かがりは平民出身にもかかわらず、その資質を持って生まれたため、炎の指環を継承した。
「月の指環」は楓が継承していたが、楓が猫姫を引退した後、継承者が現れないため猫神の里の宝物殿に保管されていた。しかし楓が亡くなった後、11年前頃から行方不明となっている。
日だまりの世界（ひだまりのせかい）
猫姫クラスの魔力の強い猫神族が、魔法で作り出せる結界の一種。現実世界から切り離された異空間。通常、魔力を持たない普通の人間には認識できないが、猫姫などに伴われて入り込んだり取り込まれたりすることはある。
現実世界とは時間の流れも別で、この世界でいくら時間が経っても、現実世界では時間が経っていない。

### 決め台詞
指環を持つ猫娘たちは、指環を高くかかげ、変身の呪文を唱えることで、強大な魔力と大人の身体を持つ「猫姫」に変身できる。変身の呪文は「七聖宝具、○の指環！　□□の名を鍵と成し、神珠（しんじゅ）の扉開きて、猫姫の羽衣をまとわん！　変身っ」である（○は指環の名、□□は自分の名）。
また、それぞれ変身直後の決め台詞がある。
- さくら - 「花の猫姫（フラワープリンセス）桜、絢爛（けんらん）」「可憐に咲く一途な愛の花、貴方の心に舞い降ります」
※「一途な」を「一輪の」と言うこともある。
- かがり - 「炎の猫姫（フレイムプリンセス）火華理、繚艶（りょうえん）」「乱れ舞う愛しい情熱の炎、貴方の心を焦がします」
- さくや - 「闇の猫姫（ダークプリンセス）咲夜、響冥（きょうめい）」「忍び寄り囁く深き闇、貴方の心を誘（いざな）います」
- しずく - 「氷の猫姫（アイスプリンセス）雫、透麗（とうれい）」「密やかに舞い降りる思慕の雪、貴方の心に積もります」
- きらら - 「星の猫姫（スタープリンセス）キララ、燦然（さんぜん）」「闇を切り裂く正義の輝き、貴方の世界を守ります」
- もも - 「風の猫姫（ウインドプリンセス）桃、奏萌（そうめい）」「撫でそよぐ聖（きよ）き安らぎの風、貴方の心を癒します」

## 主な舞台
鍵城家
つなぐの家。建物は普通の2階建ての一戸建てだが、大量の猫がいる「猫屋敷」となっている。
つなぐの部屋は2階にある。机と作りつけのクローゼットぐらいしかない、シンプルな部屋である。
朝、つなぐの目覚ましが鳴ると、必ずトラジマの猫が止めに来る。
メリーベル
鈴莉が働く喫茶店。普通の喫茶店だが、店員の制服はメイド服。
菫が淹れるコーヒーは美味らしい。
桜見台学園高校
つなぐたちが通う学校。つなぐ・珠希・鈴莉は2年B組。
隣の桜見台病院とは同系列。

## 書誌情報等

### 単行本
ジャイブより「CRコミックス」として刊行されている。全4巻。
1. 第1巻（2005年6月13日発行） ISBN 4-86176-160-3
2. 第2巻（2006年2月13日発行） ISBN 4-86176-276-6
3. 第3巻（2006年10月15日発行） ISBN 4-86176-353-3
4. 第4巻（2007年6月15日発行） ISBN 978-4-86176-405-9